# Попков, Юрий Николаевич
Юрий Николаевич Попков (род. 11 ноября 1946, Череповец, Вологодская область) — советский футболист, нападающий.

## Биография
Юрий Попков родился 11 ноября 1946 года в городе Череповец Вологодской области.
Занимался футболом в череповецкой ДЮСШ «Металлург».
Играл на позиции нападающего. В 1965 году дебютировал в классе «Б» в составе череповецкого «Металлурга», проведя за сезон 3 матча. С 1966 года стал основным игроком, сыграв за три года 100 матчей и забив 31 гол.
В 1969 году перебрался в липецкий «Металлург», выступавший во второй группе класса «А», сыграл за сезон 34 матча, забил 8 мячей. В 1970 году во второй лиге провёл 41 матч, забил 11 голов.
В 1971 году пополнил состав московского «Локомотива». Сыграл в первой лиге 42 матча, забил 7 мячей. В 1972 году выступал с железнодорожниками в высшей лиге, на его счету 2 гола в 12 поединках.
В 1976 году играл во второй лиге за владимирское «Торпедо», провёл 22 матча, забил 6 мячей.
В 1977—1979 годах выступал в чемпионате Москвы за МЭЛЗ.